# David di Donatello al millor director
El premi David di Donatello al millor director (en italià: David di Donatello per il miglior regista) és un premi de cinema que anualment atorga l'Acadèmia del Cinema Italià (ACI, Accademia del Cinema Italiano) per reconèixer la destacada direcció d'un director de cinema que ha treballat dins de la indústria cinematogràfica italiana durant l'any anterior a la cerimònia. El premi es va donar per primera vegada el 1956 i es va convertir en competitiu el 1981.
Francesco Rosi és el titular del rècord amb sis premis en la categoria, rebut del 1965 al 1997, seguit de Mario Monicelli i Giuseppe Tornatore amb quatre.
Els candidats i els guanyadors són seleccionats per votació secundària per tots els membres de l’Acadèmia.

## Guanyadors

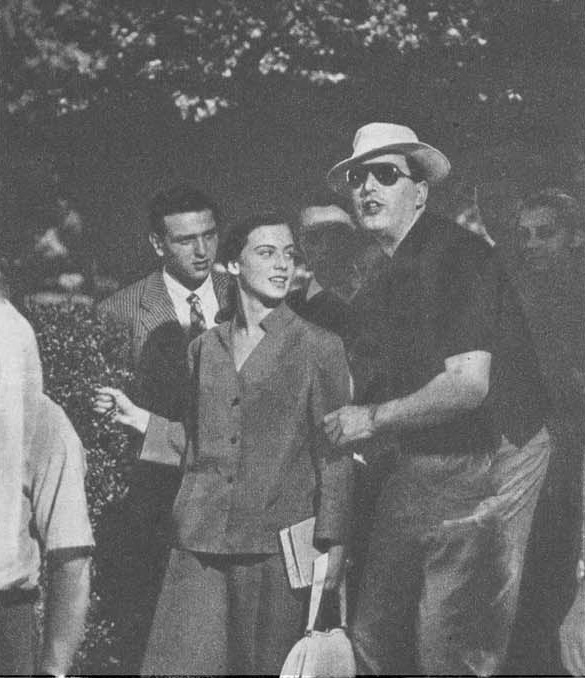
Gianni Franciolini (dreta) va ser el primer guanyador el 1956 per Racconti romani.

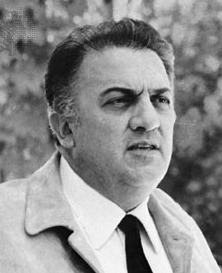
Federico Fellini va guanyar tres vegades del 1957 a 1974, per Les nits de la Cabiria, La dolce vita, i Amarcord.

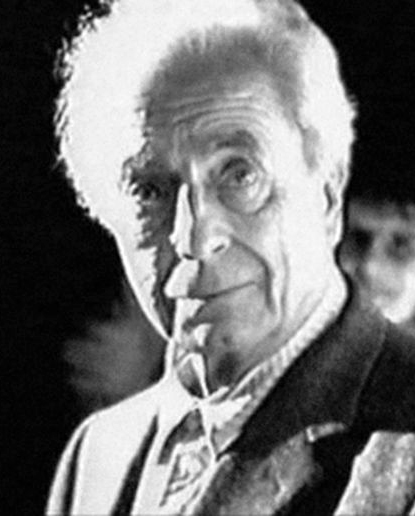
Michelangelo Antonioni va guanyar el 1961 per La notte.

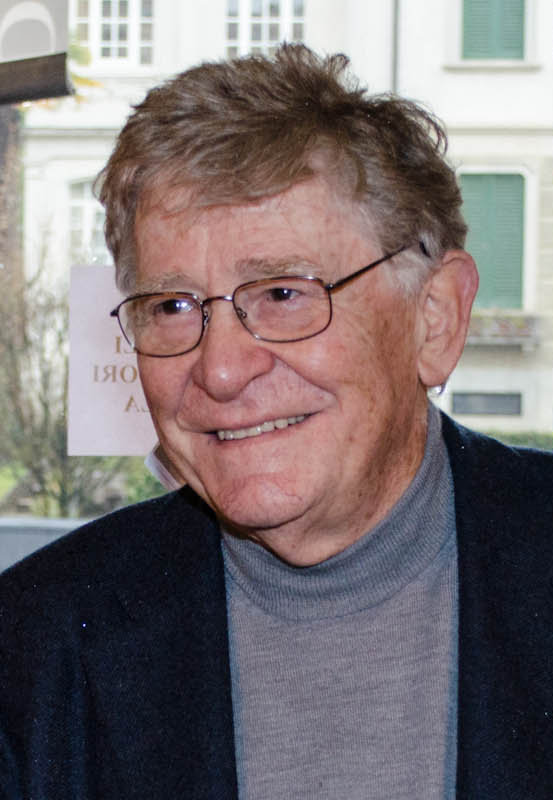
Ermanno Olmi fou nomenat cinc vegades, de les que en va guanyar tres.

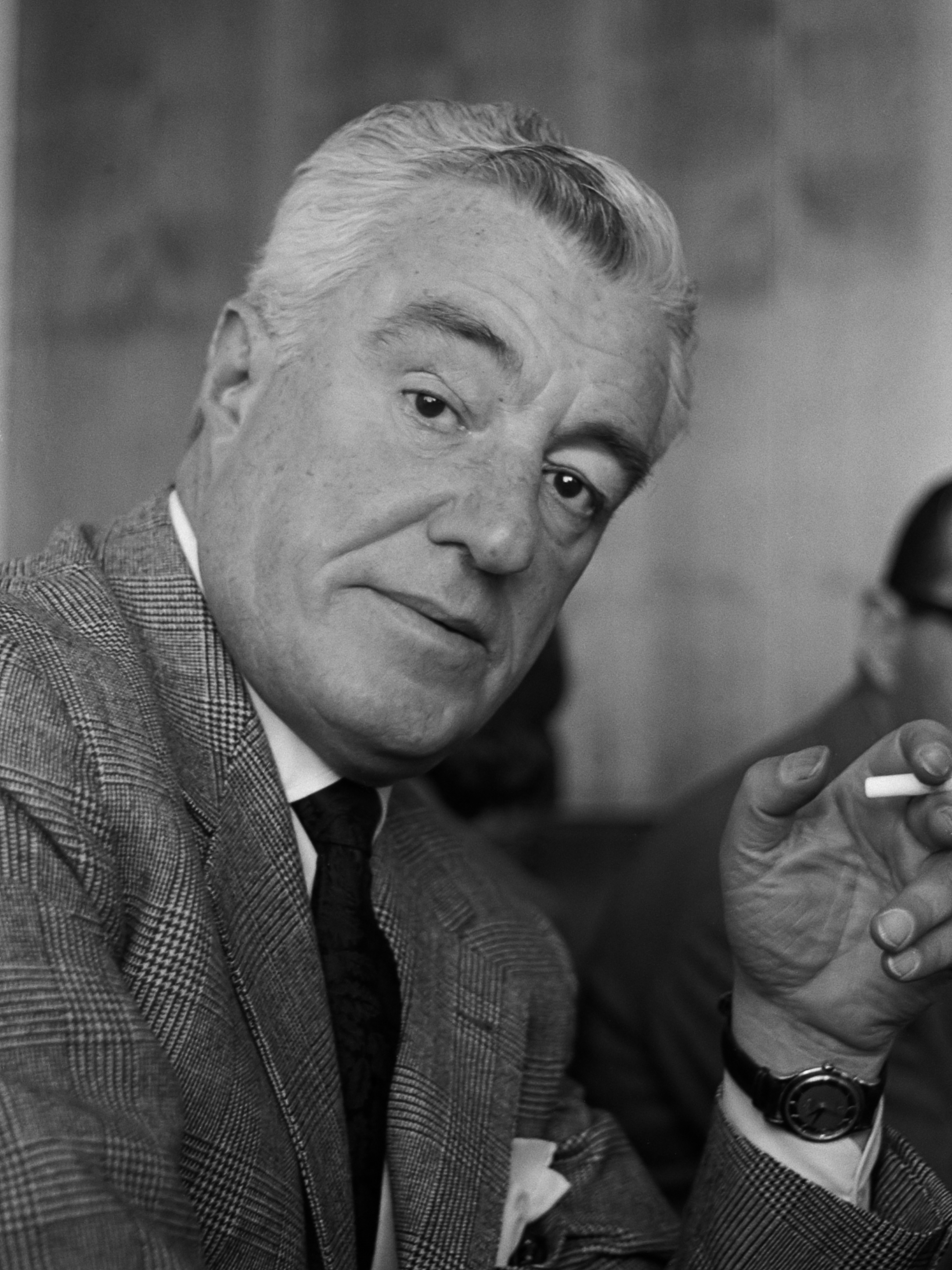
Vittorio De Sica va guanyar dos cops, el 1963 i 1965.

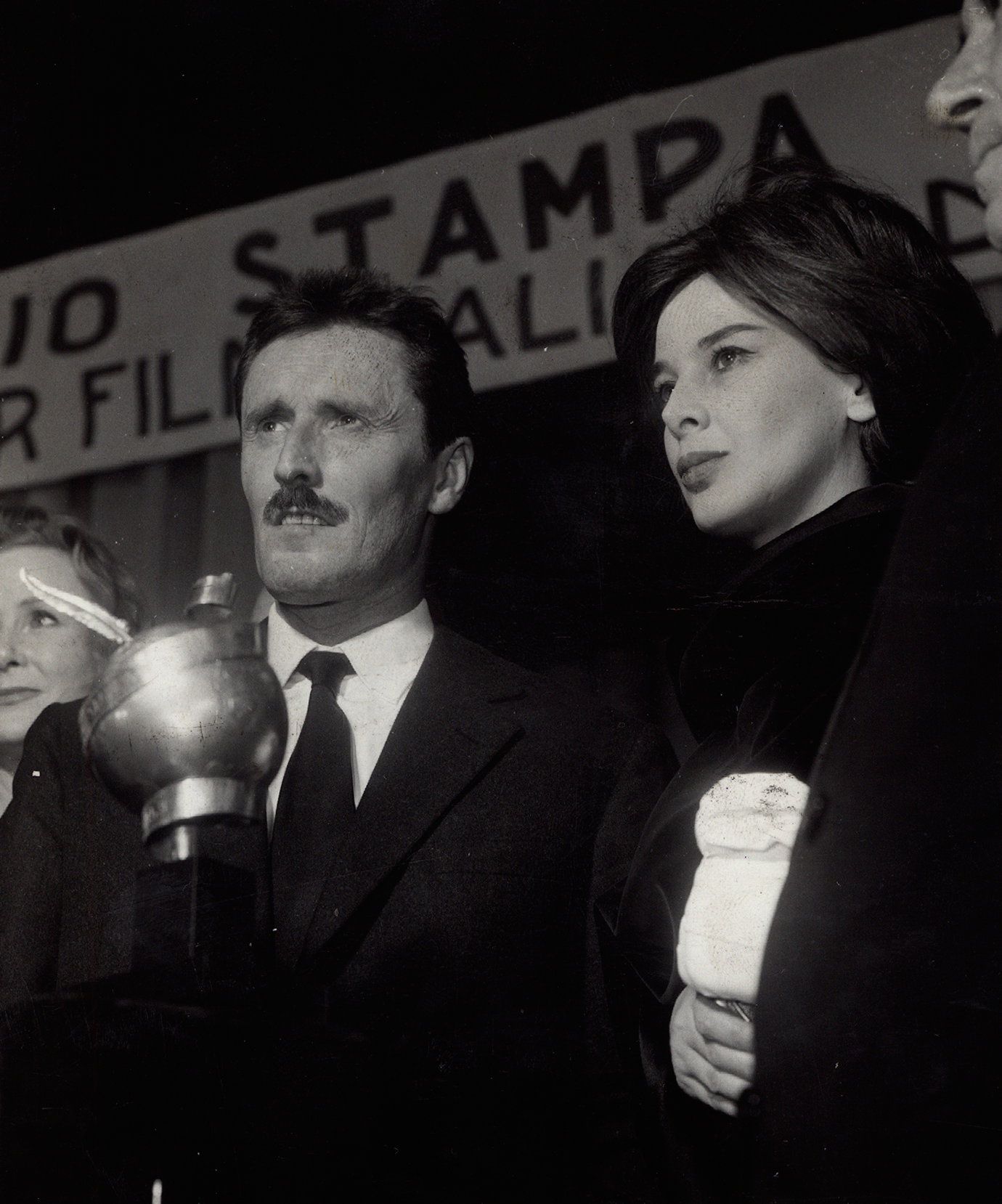
Pietro Germi (esquerra) va guanyar dos cops Sedotta e abbandonata i Signore e signori.

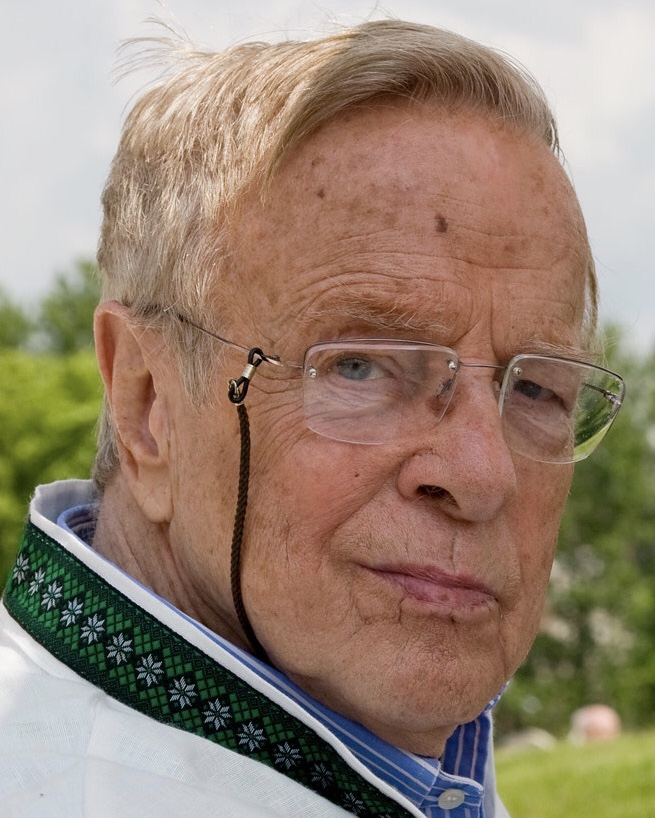
Franco Zeffirelli va guanyar el 1969 per Romeo e Giulietta i el 1972 per Fratello sole, sorella luna.

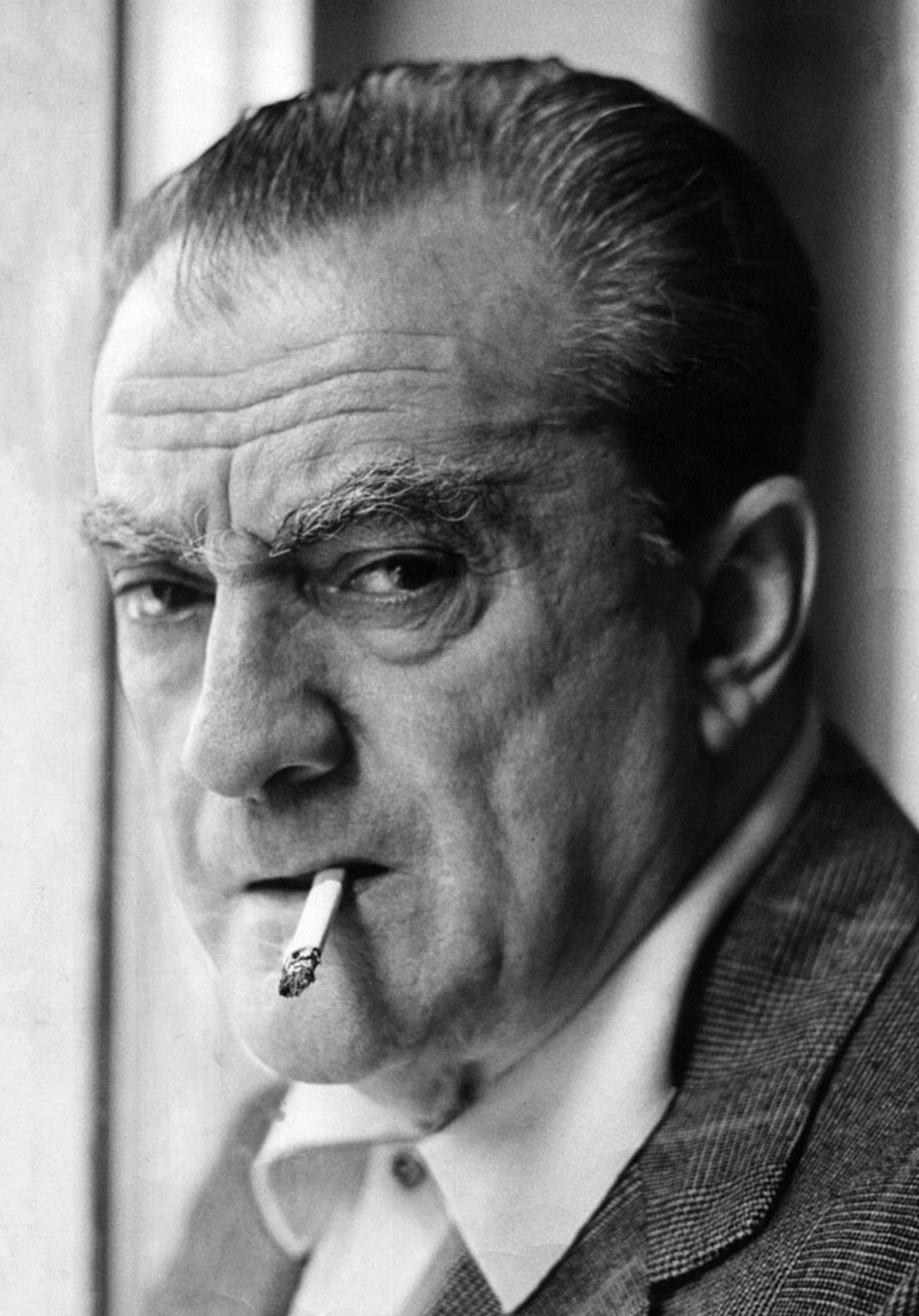
Luchino Visconti va guanyar dos cops, per Morte a Venezia el 1971 i Ludwig in 1974.

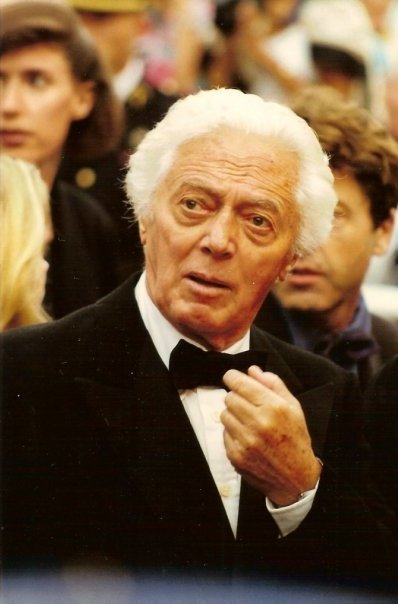
Dino Risi won in 1975 for Profumo di donna.

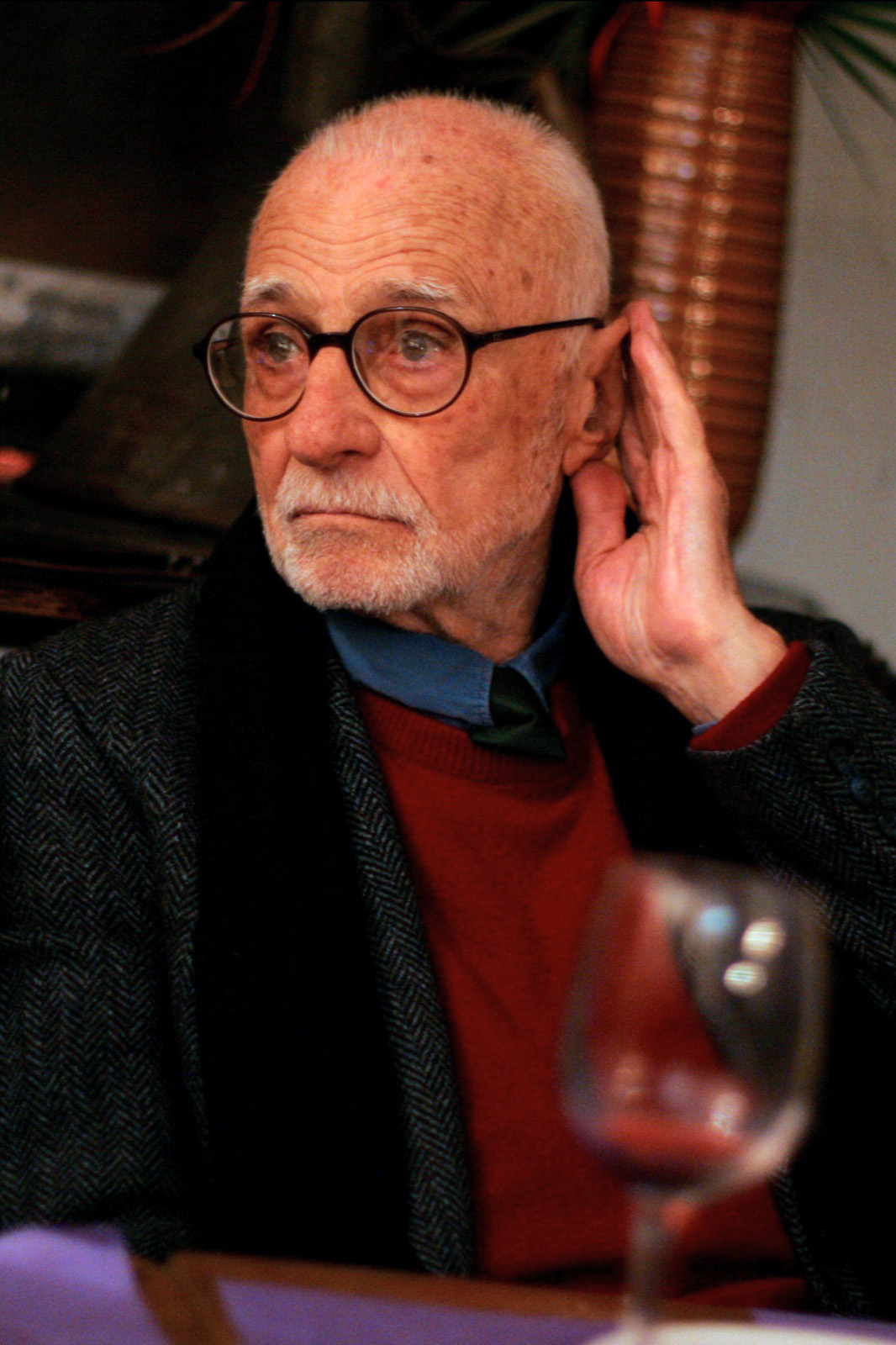
Mario Monicelli va guanyar quatre cops del 1976 al 1990, cada any ha estat nominat.

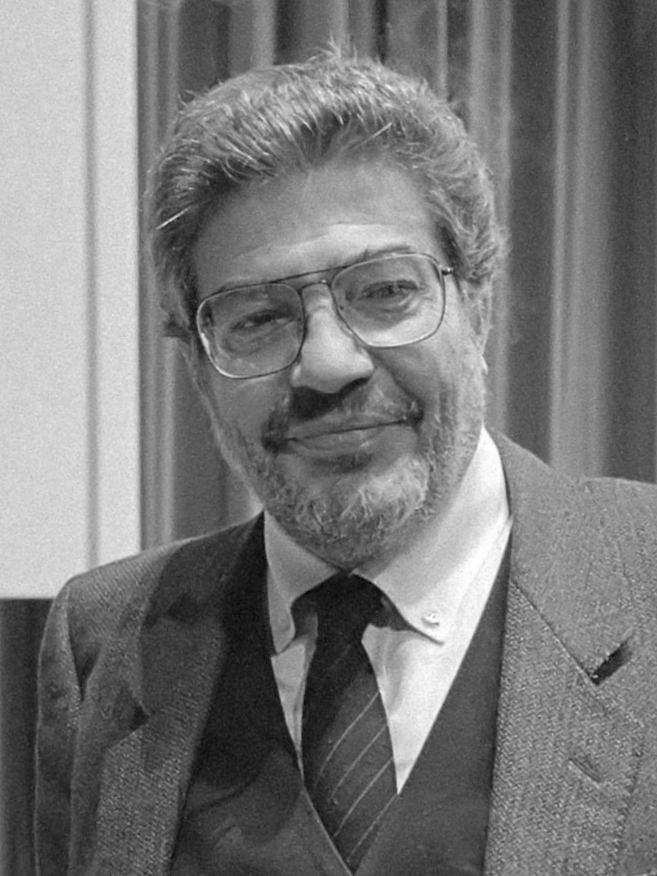
Ettore Scola va guanyar tres cops del 1978 al 1987, i en fou nomenat sis vegades.

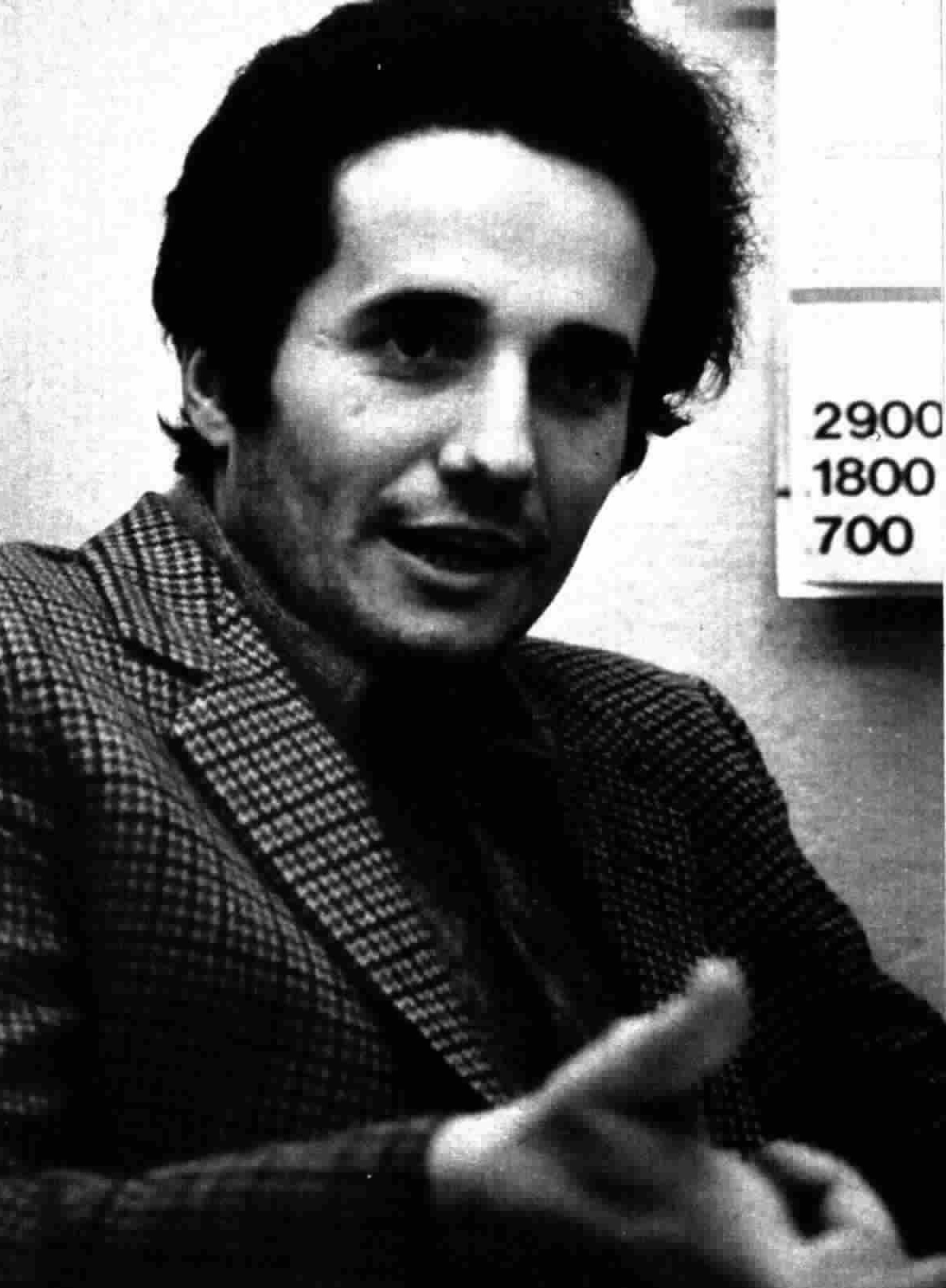
Marco Bellocchio va guanyar dos cops el 1980 i 2010.

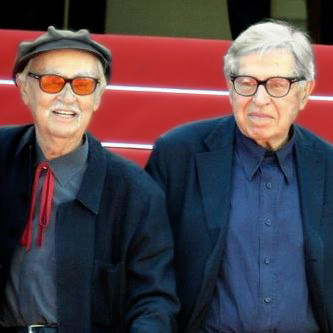
Paolo i Vittorio Taviani van guanyar dos cops el 1983 i 2012.

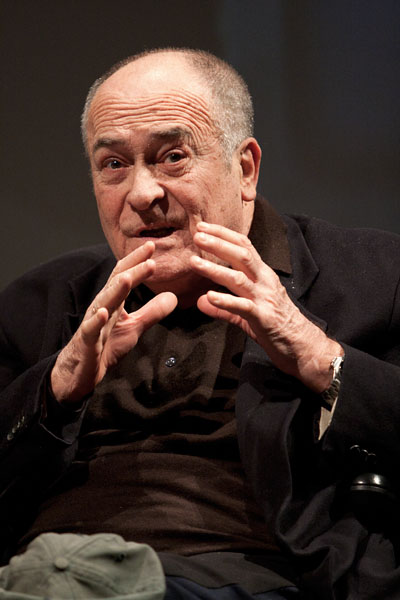
Bernardo Bertolucci va guanyar el 1988 amb L'últim emperador.

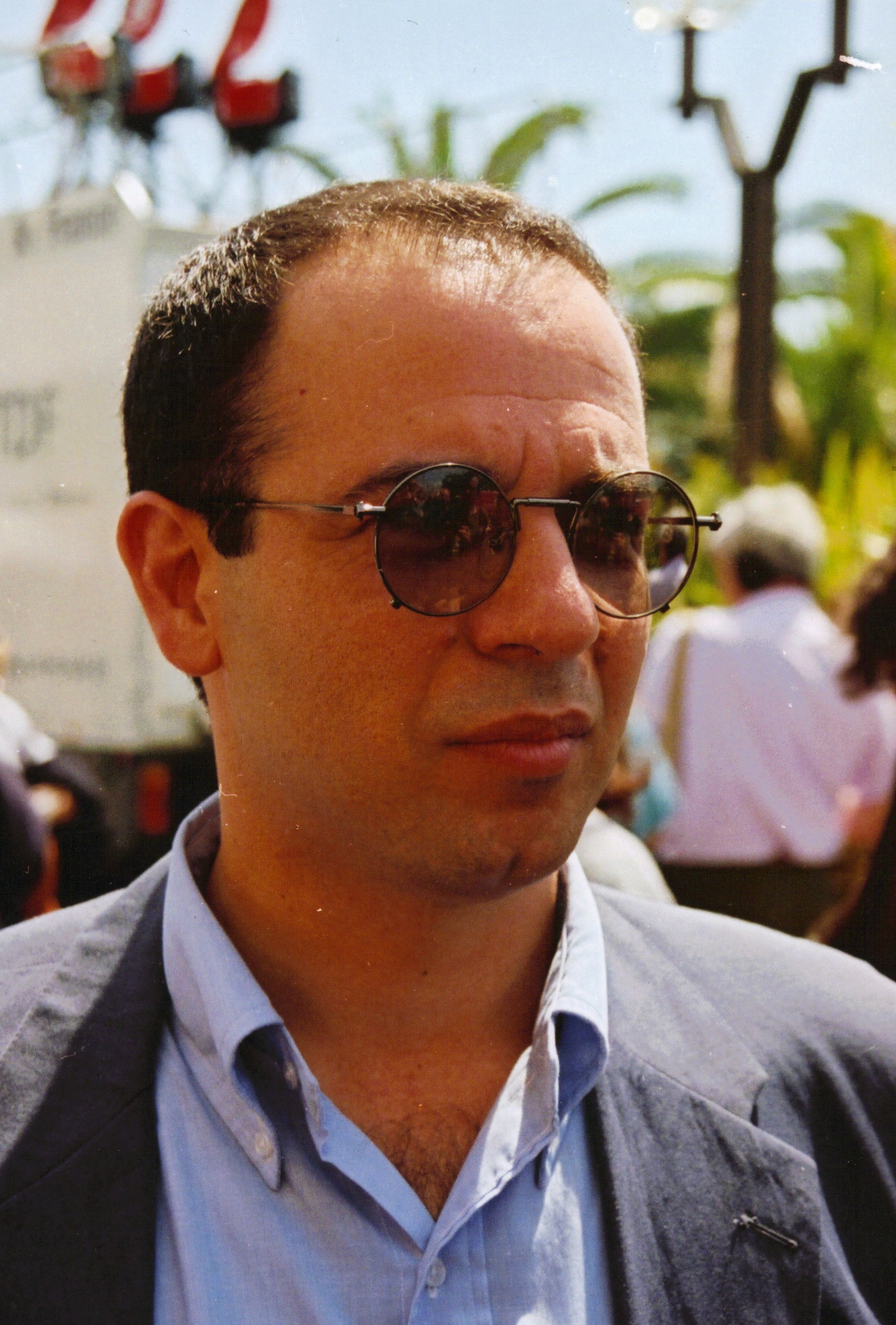
Giuseppe Tornatore va guanyar quatre vegades de 1996 a 2013, i en fou nomenat sis.

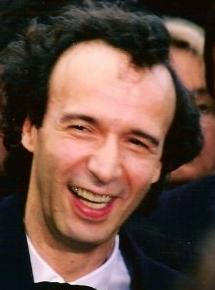
Roberto Benigni va guanyar el 1998 per La vida es bella.

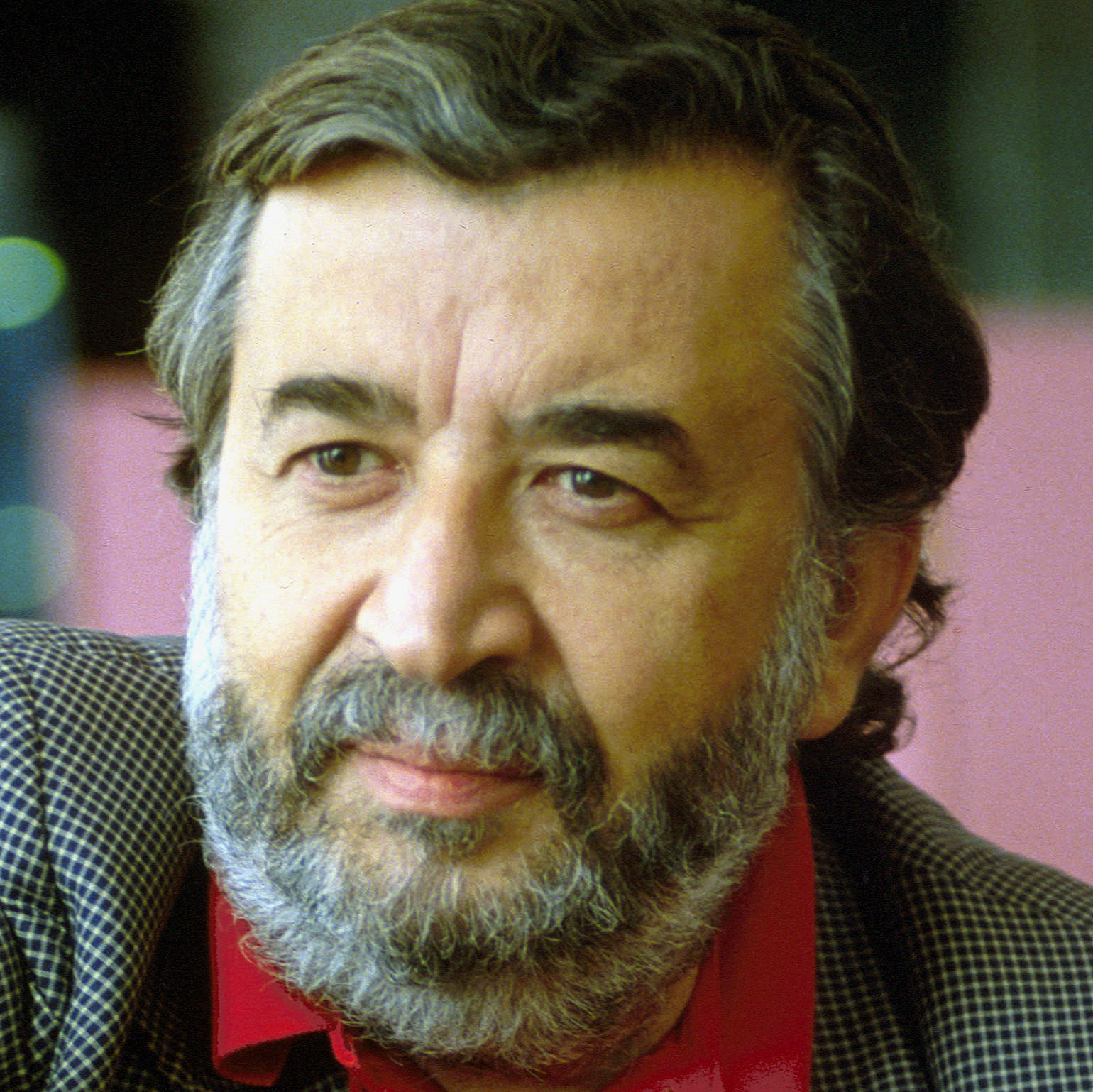
Pupi Avati va guanyar el 2003 després de sis nominacions.

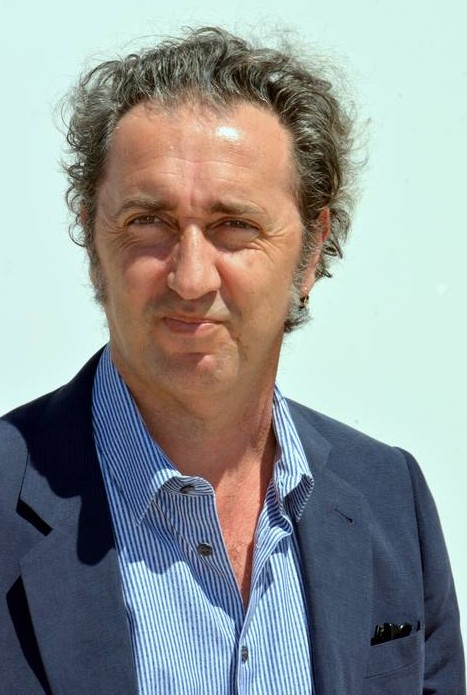
Paolo Sorrentino va guanyar el 2005 amb Le conseguenze dell'amore i el 2014 amb La grande bellezza.

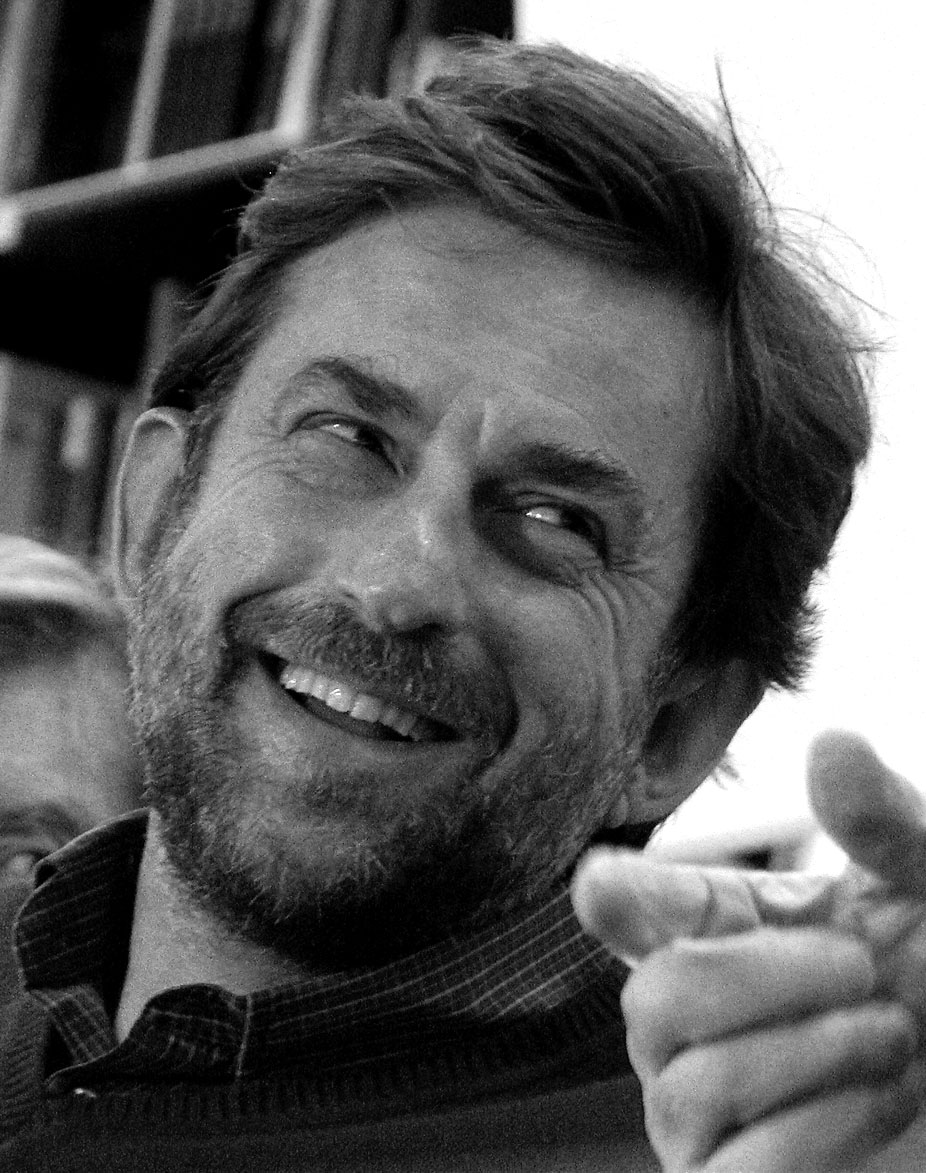
Nanni Moretti va guanyar el 2006 amb Il caimano, després de set nominacions.

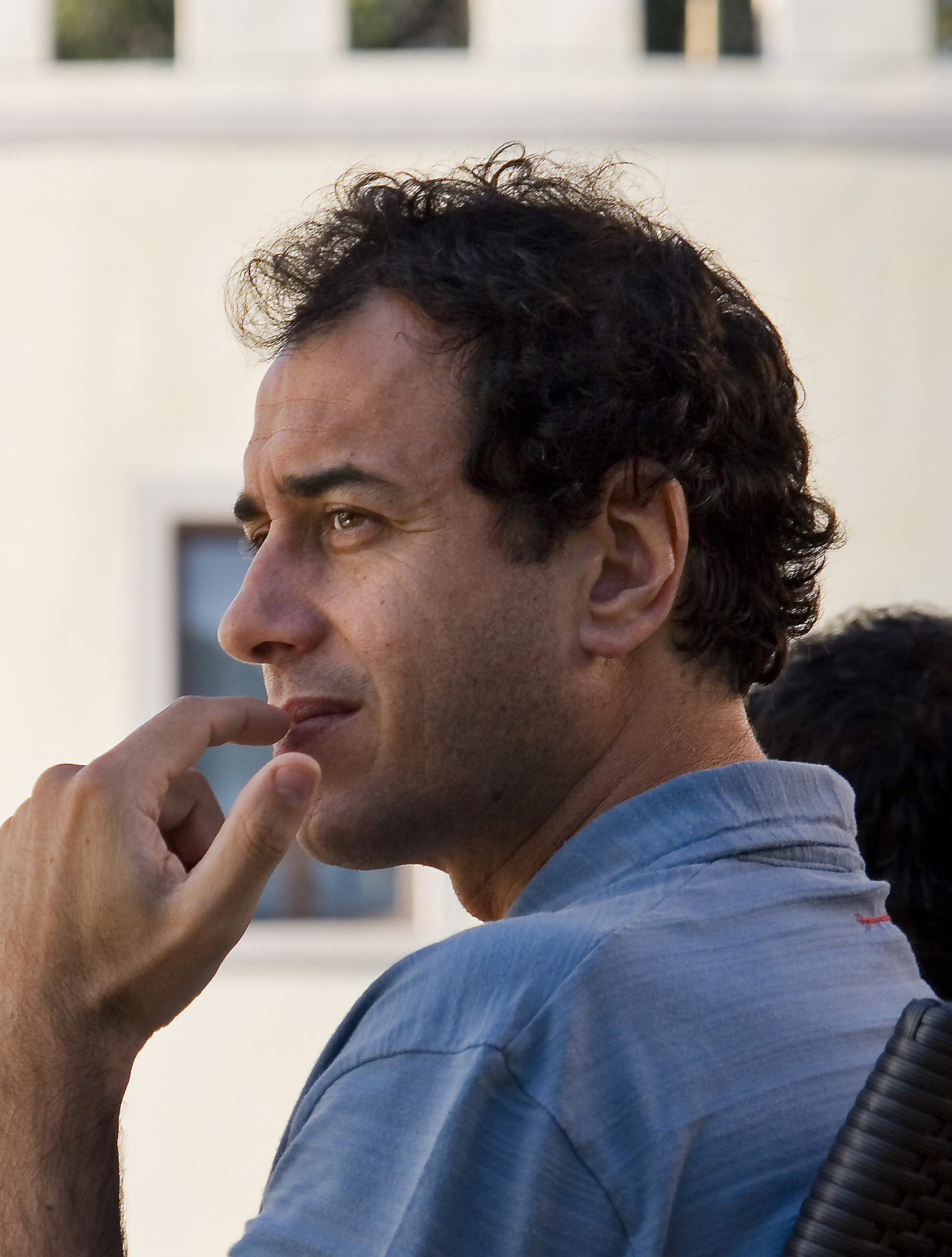
Matteo Garrone va guanyar tres vegades, el 2009, 2016 i 2019, amb Gomorra, Tale of Tales i Dogman.

Els guanyadors del premi han estat:

### Anys 1956-1959
- 1956: Gianni Franciolini - Racconti romani
- 1957: Federico Fellini - Le notti di Cabiria
- 1958: no atorgat
- 1959: Alberto Lattuada - La tempesta

### Anys 1960-1969
- 1960: Federico Fellini - La dolce vita
- 1961: Michelangelo Antonioni - La notte
- 1962: Ermanno Olmi - Il posto
- 1963: Vittorio De Sica - I sequestrati di Altona
- 1964: Pietro Germi - Sedotta e abbandonata
- 1965: Francesco Rosi - Il momento della verità ex aequo Vittorio De Sica - Matrimonio all'italiana
- 1966: Alessandro Blasetti - Io, io, io... e gli altri ex aequo Pietro Germi - Signore e signori
- 1967: Luigi Comencini - Incompreso
- 1968: Carlo Lizzani - Banditi a Milano
- 1969: Franco Zeffirelli - Romeo e Giulietta (Romeo and Juliet)

### Anys 1970-1979
- 1970: Gillo Pontecorvo - Queimada
- 1971: Luchino Visconti - Morte a Venezia
- 1972: Franco Zeffirelli - Fratello sole, sorella luna ex aequo Sergio Leone - Giù la testa
- 1973: Luchino Visconti - Ludwig
- 1974: Federico Fellini - Amarcord
- 1975: Dino Risi - Profumo di donna
- 1976: Mario Monicelli - Amici miei ex aequo Francesco Rosi - Cadaveri eccellenti
- 1977: Valerio Zurlini - Il deserto dei Tartari ex aequo Mario Monicelli - Un borghese piccolo piccolo
- 1978: Ettore Scola - Una giornata particolare
- 1979: Francesco Rosi - Cristo si è fermato a Eboli

### Anys 1980-1989
- 1980:
  - Gillo Pontecorvo - Operación Ogro (ex aequo)
  - Marco Bellocchio - Salto nel vuoto (ex aequo)
- 1981:
  - Francesco Rosi - Tre fratelli
  - Luigi Comencini - Voltati Eugenio
  - Ettore Scola - Passione d'amore
- 1982:
  - Marco Ferreri - Storie di ordinaria follia
  - Salvatore Piscicelli - Le occasioni di Rosa
  - Carlo Verdone - Borotalco
- 1983:
  - Paolo Taviani i Vittorio Taviani - La notte di San Lorenzo
  - Gianni Amelio - Colpire al cuore
  - Ettore Scola - Il mondo nuovo
- 1984: 
  - Ettore Scola - Ballando ballando
  - Federico Fellini - E la nave va
  - Nanni Loy - Mi manda Picone
- 1985: 
  - Francesco Rosi - Carmen
  - Pupi Avati - Impiegati
  - Paolo e Vittorio Taviani - Kaos
- 1986: 
  - Mario Monicelli - Speriamo che sia femmina
  - Federico Fellini - Ginger e Fred
  - Nanni Moretti - La messa è finita
- 1987: 
  - Ettore Scola - La famiglia
  - Pupi Avati - Regalo di Natale
  - Francesco Maselli - Storia d'amore
- 1988: 
  - Bernardo Bertolucci – L'últim emperador
  - Federico Fellini - Intervista
  - Nikita Michalkov - Oci ciornie
- 1989:
  - Ermanno Olmi - La llegenda del Sant Bevedor
  - Marco Risi - Mery per sempre
  - Giuseppe Tornatore - Nuovo Cinema Paradiso

### Anys 1990-1999
- 1990:
  - Mario Monicelli - Il male oscuro
  - Gianni Amelio - Porte aperte
  - Pupi Avati - Storia di ragazzi e di ragazze
  - Federico Fellini - La voce della Luna
  - Nanni Loy - Scugnizzi
  - Nanni Moretti - Palombella rossa
- 1991:
  - Marco Risi - Ragazzi fuori (ex aequo)
  - Ricky Tognazzi - Ultrà (ex aequo)
  - Gabriele Salvatores - Mediterraneo
  - Daniele Luchetti - Il portaborse
  - Francesca Archibugi - Verso sera
- 1992: 
  - Gianni Amelio - Il ladro di bambini
  - Marco Risi - Il muro di gomma
  - Carlo Verdone - Maledetto il giorno che t'ho incontrato
- 1993
  - Roberto Faenza - Jona che visse nella balena (ex aequo)
  - Ricky Tognazzi - La scorta (ex aequo) 
  - Francesca Archibugi - Il grande cocomero
- 1994
  - Carlo Verdone - Perdiamoci di vista
  - Nanni Moretti - Caro diario
  - Pasquale Pozzessere - Padre e figlio
- 1995
  - Mario Martone - L'amore molesto
  - Gianni Amelio - Lamerica
  - Alessandro D'Alatri - Senza pelle
- 1996
  - Giuseppe Tornatore - L'uomo delle stelle
  - Bernardo Bertolucci - Io ballo da sola
  - Carlo Lizzani - Celluloide
  - Paolo Virzì - Ferie d'agosto
- 1997
  - Francesco Rosi - La tregua
  - Roberto Faenza - Marianna Ucrìa
  - Wilma Labate - La mia generazione
  - Gabriele Salvatores - Nirvana
  - Maurizio Zaccaro - Il carniere
- 1998
  - Roberto Benigni - La vita è bella
  - Mario Martone - Teatro di guerra
  - Paolo Virzì - Ovosodo
- 1999
  - Giuseppe Tornatore - La leggenda del pianista sull'oceano
  - Bernardo Bertolucci - L'assedio
  - Giuseppe Piccioni - Fuori dal mondo

### Anys 2000-2009
- 2000
  - Silvio Soldini - Pane e tulipani
  - Marco Bechis - Garage Olimpo
  - Ricky Tognazzi - Canone inverso - Making Love
- 2001
  - Gabriele Muccino - L'ultimo bacio
  - Marco Tullio Giordana - I cento passi
  - Nanni Moretti - La stanza del figlio
- 2002
  - Ermanno Olmi - Il mestiere delle armi
  - Silvio Soldini - Brucio nel vento
  - Giuseppe Piccioni - Luce dei miei occhi
- 2003
  - Pupi Avati - Il cuore altrove
  - Marco Bellocchio - L'ora di religione
  - Matteo Garrone - L'imbalsamatore
  - Gabriele Muccino - Ricordati di me
  - Ferzan Özpetek - La finestra di fronte
- 2004
  - Marco Tullio Giordana - La meglio gioventù
  - Pupi Avati - La rivincita di Natale
  - Marco Bellocchio - Buongiorno, notte
  - Sergio Castellitto - Non ti muovere
  - Matteo Garrone - Primo amore
- 2005
  - Paolo Sorrentino - Le conseguenze dell'amore
  - Gianni Amelio - Le chiavi di casa
  - Davide Ferrario - Dopo mezzanotte
  - Andrea e Antonio Frazzi - Certi bambini
  - Ferzan Özpetek - Cuore sacro
- 2006
  - Nanni Moretti - Il caimano
  - Antonio Capuano - La guerra di Mario
  - Michele Placido – Romanzo criminale
  - Sergio Rubini - La terra
  - Carlo Verdone - Il mio miglior nemico
- 2007
  - Giuseppe Tornatore - La sconosciuta
  - Marco Bellocchio - Il regista di matrimoni
  - Emanuele Crialese - Nuovomondo
  - Daniele Luchetti - Mio fratello è figlio unico
  - Ermanno Olmi - Centochiodi
- 2008
  - Andrea Molaioli - La ragazza del lago
  - Cristina Comencini - Bianco e nero
  - Antonello Grimaldi - Caos tranquil
  - Carlo Mazzacurati - La giusta distanza
  - Silvio Soldini - Giorni e nuvole
- 2009
  - Matteo Garrone - Gomorra
  - Pupi Avati - Il papà di Giovanna
  - Paolo Sorrentino - Il divo
  - Fausto Brizzi - Ex
  - Giulio Manfredonia - Si può fare

### Anys 2010-2019
- 2010
  - Marco Bellocchio - Vincere
  - Giuseppe Tornatore - Baarìa
  - Giorgio Diritti - L'uomo che verrà
  - Paolo Virzì - La prima cosa bella
  - Ferzan Özpetek - Mine vaganti
- 2011
  - Daniele Luchetti - La nostra vita
  - Luca Miniero - Benvenuti al Sud
  - Paolo Genovese - Immaturi
  - Saverio Costanzo - La solitudine dei numeri primi
  - Michelangelo Frammartino - Le quattro volte
  - Mario Martone - Noi credevamo
  - Marco Bellocchio - Sorelle Mai
  - Claudio Cupellini - Una vita tranquilla
- 2012
  - Paolo e Vittorio Taviani - Cesare deve morire
  - Nanni Moretti - Habemus Papam
  - Ferzan Özpetek - Magnifica presenza
  - Marco Tullio Giordana - Romanzo di una strage
  - Emanuele Crialese - Terraferma
  - Paolo Sorrentino - This Must Be the Place
- 2013
  - Giuseppe Tornatore - La migliore offerta
  - Bernardo Bertolucci - Io e te
  - Matteo Garrone - Reality
  - Gabriele Salvatores - Educazione siberiana
  - Daniele Vicari - Diaz - Don't Clean Up This Blood
- 2014
  - Paolo Sorrentino - La grande bellezza
  - Ferzan Özpetek - Allacciate le cinture
  - Ettore Scola - Che strano chiamarsi Federico
  - Carlo Mazzacurati - La sedia della felicità
  - Paolo Virzì - Il capitale umano
- 2015
  - Francesco Munzi - Anime nere
  - Saverio Costanzo - Hungry Hearts
  - Mario Martone - Il giovane favoloso
  - Nanni Moretti - Mia madre
  - Ermanno Olmi - Torneranno i prati
- 2016
  - Matteo Garrone - Il racconto dei racconti - Tale of Tales
  - Gianfranco Rosi - Fuocoammare
  - Claudio Caligari - Non essere cattivo
  - Paolo Genovese - Perfetti sconosciuti
  - Paolo Sorrentino - Youth - La giovinezza
- 2017
  - Paolo Virzì - La pazza gioia
  - Marco Bellocchio - Fai bei sogni
  - Edoardo De Angelis - Indivisibili
  - Claudio Giovannesi - Fiore
  - Matteo Rovere - Veloce come il vento
- 2018
  - Jonas Carpignano - A Ciambra
  - Manetti Bros. - Ammore e malavita
  - Gianni Amelio - La tenerezza
  - Ferzan Özpetek - Napoli velata
  - Paolo Genovese - The Place
- 2019
  - Matteo Garrone - Dogman
  - Mario Martone - Capri-Revolution
  - Luca Guadagnino - Call Me by Your Name
  - Valeria Golino - Euforia
  - Alice Rohrwacher - Lazzaro felice

### Anys 2020-2029
- 2020
  - Marco Bellocchio - Il traditore
  - Matteo Garrone - Pinocchio
  - Claudio Giovannesi - La paranza dei bambini
  - Pietro Marcello - Martin Eden
  - Matteo Rovere - Il primo re